# Microneta semiatra
Microneta semiatra är en spindelart som först beskrevs av Eugen von Keyserling 1886.  Microneta semiatra ingår i släktet Microneta och familjen täckvävarspindlar. Inga underarter finns listade i Catalogue of Life.